# Сєверна (Стерлітамацький район)
Сє́верна (рос. Северная, башк. Северная) — присілок у складі Стерлітамацького району Башкортостану, Росія. Входить до складу Октябрської сільської ради.
До 9 лютого 2008 року присілок називався селище Сєверного отділення.
Населення — 337 осіб (2010; 336 в 2002).
Національний склад:
- росіяни — 26%